# Hylomys parvus
Hylomys parvus (карликовий гімнур) — вид ссавців родини їжакових.
Вид є ендеміком схилів гори Керінчі та довколишніх гір в центральній частині гірського хребта в західній Суматрі, Індонезія. Був встановлений, на висоті від 2000-3000 м над рівнем моря. Здається, вид обмежується гірськими лісами. Його екологічні вимоги дуже погано відомі.

## Загрози та охорона
Загрозами є вирубка лісів а також збільшення людської популяції. Цей вид присутній в Національному парку Керінчі-Себлат.